# NX (Siemens)
NX, tên trước đây là NX Unigraphics hay thường được viết tắt là U-G, là một gói phần mềm CAD/CAM/CAE được phát triển đầu tiên bởi Unigraphics, nhưng từ năm 2007 thì do Siemens PLM Software phát triển.
NX được dùng cho các mục đích sau:
- Thiết kế: Theo tham số và cho  tạo hình mặt/khối trực tiếp
- Phân tích kĩ thuật (tĩnh, động, từ tính, nhiệt, dùng phương pháp phần tử hữu hạn, và trong phân tích chất lỏng thì dùng phương pháp thể tích hữu hạn).
- Gia công: Dùng trong các mô đun gia công.

NX là đối thủ cạnh tranh chính của SOLIDWORKS, CATIA, ZW3D và PTC Creo Elements/Pro.

## Lịch sử hình thành
Năm 1969: UNIAPT  được phát hành bởi một công ty phần mềm, sau đó nó được gọi là  United Computing, UNIAPT được xem là sản phẩm CAM đầu/cuối đầu tiên trên thế giới.
Năm 1973:  Công ty mua code phần mềm Automated Drafting and Machining (ADAM) từ MGS.  Code này là nền tảng cho sự ra đời của sản phẩm UNI-GRAPHICS, sau đó được thương mại hóa năm  1975 với tên như hiện nay-Unigraphics.
Năm 1976: Hãng máy bay McDonnell Douglas mua lại sản phẩm này
Năm 1981:  Unigraphics cho ra đời phần mềm và phần  cứng đầu tiên để hỗ trợ cho việc thiết kế các sản phẩm 3D thật sự.
Năm 1991: Trong thời kì khó khăn về tài chính McDonnell Douglas đã bán Unigraphics cho EDS, công ty được sở hữu bởi General Motors vào lúc đó.
Năm 1992:  Hơn 21.000 bản Unigraphics đã được sử dụng trên toàn thế giới.
Năm 1996: Unigraphics V11.0 được phát hành. Nó tích hợp thêm nhiều công cụ để tăng cường việc thiết kế và tạo hình bao gồm Bridge Surface, Curvature Analysis cho Curve và Surfaces, Face Blends, Variable Offset Surface, v.v. Trong phần lắp ráp, có thêm các khả năng mới, bao gồm Component Filters, Faceted Representations, Clearance Analysis giữa nhiều thành phần (Components), v.v. Bên cạnh đó, phiên bản này cũng tích hợp đầy đủ phần Spreadsheet liên kết đến Feature-Based Modeling.
Năm 2002: Phiên bản đầu tiên cho một "thế hệ kế tiếp" mới của Unigraphics và I-DEAS, được gọi là NX. Phần này mang lại khả năng hợp nhất về khả năng của cả hai phần mềm Unigraphics và I-deas.
Năm 2007:  Giới thiệu công nghệ Đồng bộ hóa (Synchronous Technology) trong NX5.
Năm 2011: Phát hành NX8 vào ngày 17 tháng 10
Năm 2013: Phát hành NX9 (chỉ dành cho hệ điều hành x64) vào ngày 14 tháng 10
2014: Phát hành NX10 vào ngày 28 tháng 10
2016: Phát hành NX11 vào ngày 29 tháng 07

## Các phiên bản phát hành
| Tên/Phiên bản | Lịch sử | Ngày phát hành |
| ------------- | ------- | -------------- |
| Nx            | 5       | 4/16/2007      |
| Nx            | 6       | 5/20/2008      |
| Nx            | 7       | 5/20/2010      |
| Nx            | 8       | 10/17/2011     |
| Nx            | 9       | 10/14/2013     |
| Nx            | 10      | 12/14/2014     |
| Nx            | 11      | 07/29/2016     |